# Ocean's 8
Ocean's 8 är en amerikansk film från 2018 regisserad av Gary Ross och skriven av Ross och Olivia Milch. Filmen är en fortsättning och spin-off från Steven Soderberghs Ocean's-trilogi. I Ocean's 8 medverkar skådespelarna Sandra Bullock, Cate Blanchett, Anne Hathaway, Mindy Kaling, Sarah Paulson, Rihanna, Helena Bonham Carter och Awkwafina. Filmen handlar om en grupp kvinnor, ledda av Debbie Ocean, syster till Danny Ocean, huvudkaraktär i de tidigare filmerna, som planerar en kupp mot den årliga Met-galan i New York. 

## Handling
Efter att ha frisläppts från fängelset övertalar Debbie Ocean sin forna kumpan Lou att delta i en kupp hon planerat under sin internering.

## Skådespelare
- Sandra Bullock - Debbie Ocean, yrkesbrottsling och Danny Oceans syster.
- Cate Blanchett - Lou, Debbies vän och kumpan.
- Anne Hathaway - Daphne Kluger, snobbig skådespelerska.
- Mindy Kaling - Amita, smyckesdesigner.
- Sarah Paulson - Tammy, hälare.
- Awkwafina - Constance, gatsmart ficktjuv.
- Rihanna - Nine Ball, datorkunnig.
- Helena Bonham Carter - Rose Weil, modedesigner.
- Richard Armitage - Claude Becker, konsthandlare.
- James Corden - John Frazier, försäkringbedrägeriutredare.